# Fenlu (köpinghuvudort i Kina, Hubei Sheng, lat 29,79, long 115,90)
Fenlu är en köpinghuvudort i Kina. Den ligger i provinsen Hubei, i den centrala delen av landet, omkring 180 kilometer sydost om provinshuvudstaden Wuhan. Antalet invånare är 47 872. Befolkningen består av 23 126 kvinnor och 24 746 män. Barn under 15 år utgör 17,0 %, vuxna 15-64 år 71 %, och äldre över 65 år 11,0 %.
Runt Fenlu är det mycket tätbefolkat, med 1 177 invånare per kvadratkilometer. Närmaste större samhälle är Xunyangqu, 10,3 km sydost om Fenlu. Trakten runt Fenlu består till största delen av jordbruksmark.
Genomsnittlig årsnederbörd är 2 073 millimeter. Den regnigaste månaden är maj, med i genomsnitt 328 mm nederbörd, och den torraste är januari, med 59 mm nederbörd.